# Patrice (personaggio)
Patrice è uno scagnozzo alle dipendenze di Raoul Silva, antagonista nel film di James Bond Skyfall. È un mercenario francese che Bond ha l'obbiettivo di catturare vivo per costringerlo a portarlo dal suo capo.

## Biografia
Bond si scontra con Patrice per ben due volte: a Istanbul in uno sfrenato inseguimento tra le vie della città e dal Gran Bazar prima e su un treno dopo e in ultimo a Shanghai dove finalmente Bond riesce ad ucciderlo gettandolo da un grattacielo dopo una breve lotta, senza però riuscire a fargli confessare dove si nasconda il suo capo, Raoul Silva.

## Caratteristiche
È un uomo di poche parole che ama la violenza.
Patrice utilizza proiettili che contengono una piccola quantità di uranio impoverito. La scoperta avviene quando Bond, tornato in servizio, fa analizzare dei piccoli frammenti del proiettile che lo aveva colpito durante l'inseguimento sul treno ad Istanbul.

## Altre apparizioni
Patrice appare anche nel videogioco 007 Legends che ripercorre la trama del film.